# International Journal of Pharmacology
Das International Journal of Pharmacology, abgekürzt Int. J. Pharmacol., ist eine wissenschaftliche Fachzeitschrift, die vom Asian Network Scientific Information-Verlag veröffentlicht wird. Die Zeitschrift erscheint mit sechs Ausgaben im Jahr. Es werden Arbeiten veröffentlicht, die sich mit pharmakologischen Themen beschäftigen.
Der Impact Factor lag im Jahr 2014 bei 0,709. Nach der Statistik des ISI Web of Knowledge wird das Journal mit diesem Impact Factor in der Kategorie Pharmakologie und Pharmazie an 228. Stelle von 254 Zeitschriften geführt.